# Tublje pri Komnu
Tublje pri Komnu je naselje v Občini Sežana.